# SKA-Łotto Odessa
SKA-Łotto Odessa (ukr. Футбольний клуб «СКА-Лотто» Одеса, Futbolnyj Kłub "SKA-Łotto" Odesa) – ukraiński klub piłkarski z siedzibą w Odessie.

## Historia
Chronologia nazw:
- 1995—1997: Łotto-GMC Odessa (ukr. «Лотто-GMC» Одеса)
- 1997—1998: SKA-Łotto Odessa (ukr. «СКА-Лотто» Одеса)

Drużyna piłkarska Łotto została założona w mieście Odessa w 1995 roku. Potem do nazwy dołączyła przystawkę GMC od nazwy sponsora. Zespół występował w rozgrywkach o mistrzostwo Odessy i obwodu. W sezonie 1997/98 pod nazwą SKA-Łotto Odessa zgłosił się do rozgrywek w Drugiej Lidze. Również debiutował w Pucharze Ukrainy. Zajął wysokie 2 miejsce w Grupie B, ale przez problemy finansowe zrezygnował z dalszych występów i przekazał swoje miejsce Dynamie Odessa, który zajął ostatnie 17 miejsce i miałby pożegnać się z rozgrywkami. Klub pozbawiono statusu profesjonalnego i rozwiązano.

## Sukcesy
- 2 miejsce w Drugiej Lidze, grupie B:

1997/98
- 1/256 finału Pucharu Ukrainy:

1997/98
- mistrz obwodu odeskiego:

1997
- zdobywca Pucharu obwodu odeskiego:

1997